# 馬爾西大道車站
馬爾西大道車站（英語：Marcy Avenue station）是美國紐約地鐵BMT牙買加線的地鐵站，位於布魯克林馬爾西大道及百老匯，設有J線（任何時候停站）、M線（任何時候停站（深夜除外））、Z線（僅繁忙時段的尖峰方向停站）列車服務。

## 車站結構
| P 月台 | 側式月台，右側開門 | 側式月台，右側開門                                                                             |
| P 月台 | 西行               | （早上繁忙時段）往寬街（埃塞克斯街） · 平日往森林小丘-71大道，週末往埃塞克斯街（埃塞克斯街） · |
| P 月台 | 止衝擋中央軌道     | 無定期服務                                                                                     |
| P 月台 | 東行               | （黃昏繁忙時段）往牙買加中心-帕森斯/射手（休斯街） · 除深夜外往百老匯交匯（休斯街）            |
| P 月台 | 側式月台，右側開門 |                                                                                                |
| G      | 街道層             | 出入口 外行升降機位於馬爾西大道及百老匯西南角；內行升降機位於西北角                            |

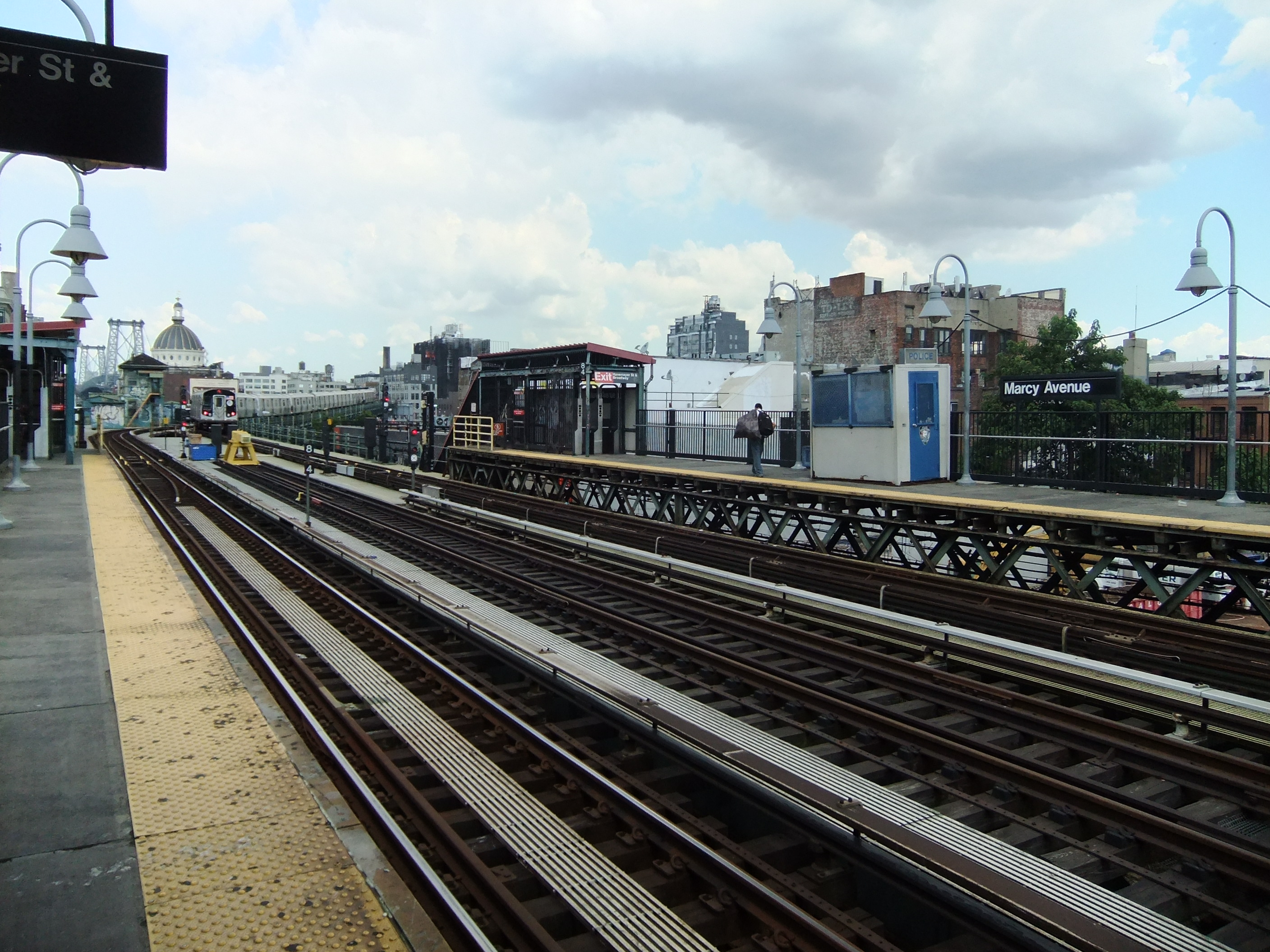
東行月台望向西面的景觀

此站設有兩個側式月台和三條軌道，也是牙買加線最西端車站。中央軌道止於止衝擋，無法用於營運。直至1962年為止，軌道仍可通過威廉斯堡大橋，容許列車通過此站。
此站以西有一段短軌道繼續直行，曾經通過百老匯渡輪支線。現時西行列車通過威廉斯堡大橋連接曼哈頓的BMT納蘇街線。以東設有連接中央快車軌道的轉轍器，自2017年7月至2018年4月間不使用。

## 外部連結

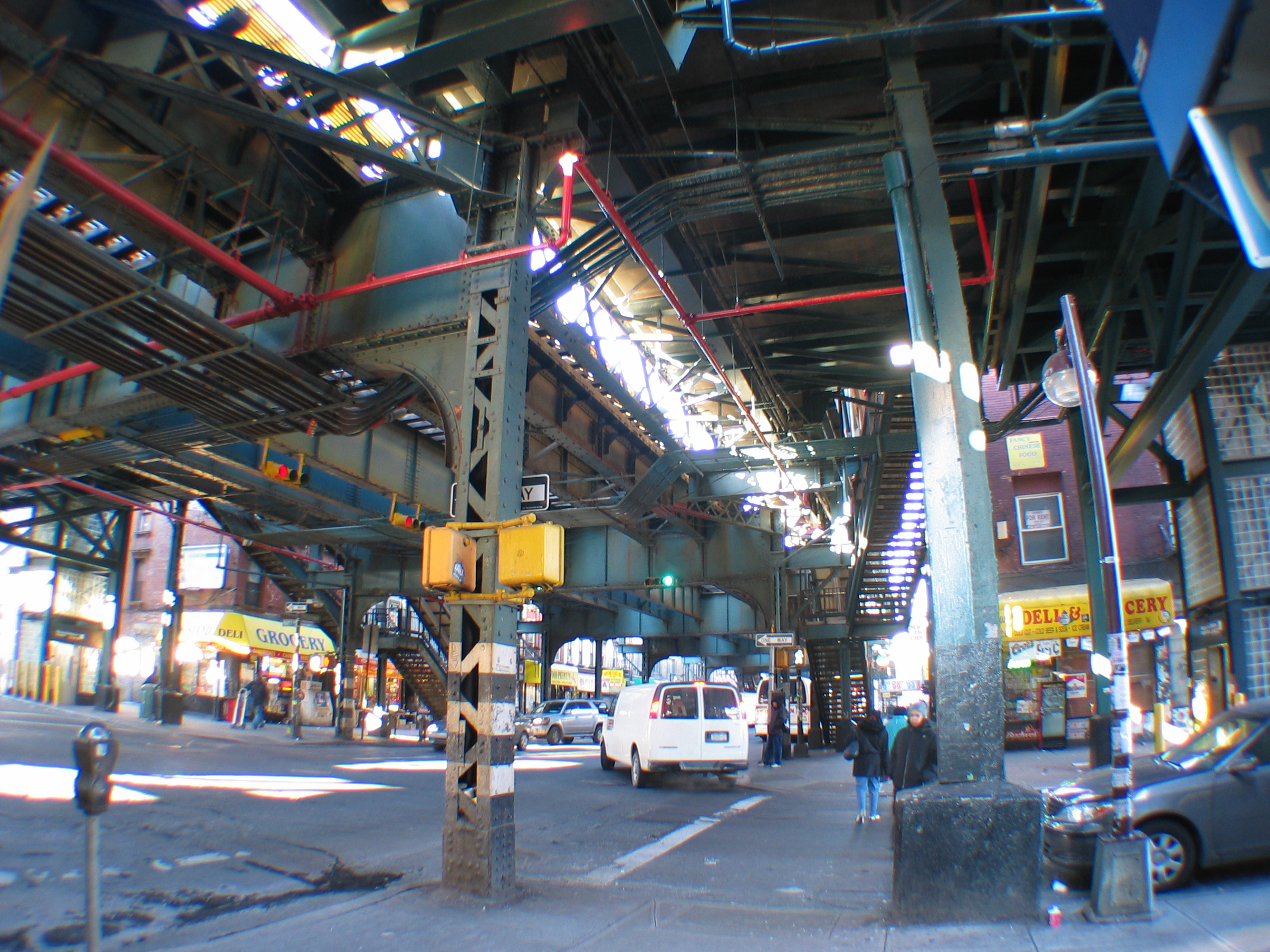
車站下方

- nycsubway.org—BMT Jamaica Line: Marcy Avenue
- Station Reporter — J Train
- Station Reporter — M Train
- The Subway Nut — Marcy Avenue Pictures （页面存档备份，存于）
- MTA's Arts For Transit — Marcy Avenue (BMT Jamaica Line)
- Marcy Avenue entrance from Google Maps Street View （页面存档备份，存于）
- Havemeyer Street entrance from Google Maps Street View （页面存档备份，存于）
- Platforms from Google Maps Street View